# Arma de fuego larga

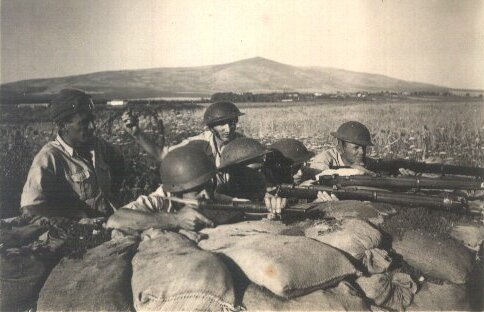
Paramilitares judíos Haganá en 1948 con armas largas.

Un arma de fuego larga es una categoría de armas de fuego con cañones más largos que la mayoría de los otros tipos. Una escopeta o rifle e 
un brazos pequeños, un arma larga generalmente está diseñada para ser sostenida con ambas manos y apoyada contra el hombro, en contraste con un arma de fuego corta, que puede dispararse con una sola mano. En el contexto de los cañones y los afustes, un arma larga de artillería se compararía con un obús o una carronada.

## Armas pequeñas
La longitud real de los cañones de un arma larga está sujeta a diversas leyes en muchas jurisdicciones, por ejemplo, por la Ley Nacional de Armas de Fuego en Estados Unidos, que establece una longitud mínima de 16 pulgadas (40 cm) para los cañones de rifle y 18 pulgadas (45 cm) para cañones de escopeta. Canadá tiene un límite de 18,5 pulgadas (47 cm) para ambos. Además, Canadá establece una longitud mínima de disparo para armas largas con culatas desmontables o plegables de 26 pulgadas (66 cm). En Estados Unidos, la longitud mínima para armas largas con culatas desmontables o plegables es de 26 pulgadas (66 cm) con la culata en posición extendida.
Algunos ejemplos de armas pequeñas generalmente consideradas armas largas incluyen, pero no se limitan a: ametralladoras, carabinas, escopetas, mosquetes, trabucos, subfusiles, armas de defensa personal, mosquetones, fusiles, metralletas, rifles.

### Ventajas y desventajas de las armas largas
Casi todos los brazos largos tienen empuñaduras frontales (antebrazos) y culatas, lo que le brinda al usuario la capacidad de sostener el arma de fuego larga de manera más firme que con un arma de fuego corta. Además, el cañón largo de una pistola larga generalmente proporciona una distancia más larga entre las miras delantera y trasera, proporcionando al usuario más precisión al apuntar. La presencia de una culata hace que el uso de una mira telescópica o de una mira réflex sea más sencillo que con un arma de fuego corta.
La masa de un arma de fuego larga suele ser mayor que la de un arma de fuego corta, lo que hace que el arma de fuego larga sea más difícil de transportar y más complicada y agotadora de portar. El mayor momento de inercia hace que el cañón largo sea más lento y más difícil de recorrer y elevar, por lo que es más lento y más difícil ajustar la puntería. Sin embargo, esto también da como resultado una mayor estabilidad en la puntería. La mayor cantidad de material en una pistola larga tiende a hacerla más costosa de fabricar, manteniéndose iguales otros factores. El mayor tamaño hace que sea más difícil de ocultar y más incómoda de usar en espacios reducidos, además de requerir un mayor espacio para su almacenamiento.
Como las armas largas incluyen una culata que se apoya contra el hombro, el retroceso al disparar se transfiere directamente al cuerpo del usuario. Esto permite un mejor control de la puntería que con las armas de fuego cortas, que no cuentan con una culata y, por lo tanto, todo su retroceso debe transferirse a los brazos del usuario. También hace posible manejar grandes cantidades de retroceso sin daño o pérdida de control; en combinación con la mayor masa de las armas largas, esto significa que se puede usar más propelente (como la pólvora) y, por lo tanto, se pueden disparar proyectiles más grandes a velocidades más altas. Esta es una de las principales razones para el uso de armas de fuego largas sobre armas de fuego cortas: los proyectiles más rápidos o más pesados facilitan la penetración y la precisión en distancias más largas.
Las escopetas son armas de fuego largas que están diseñadas para disparar muchos proyectiles pequeños a la vez. Esto los hace muy efectivos a distancias cortas, pero con una utilidad disminuida a largas distancias.

## Armas de fuego largas navales

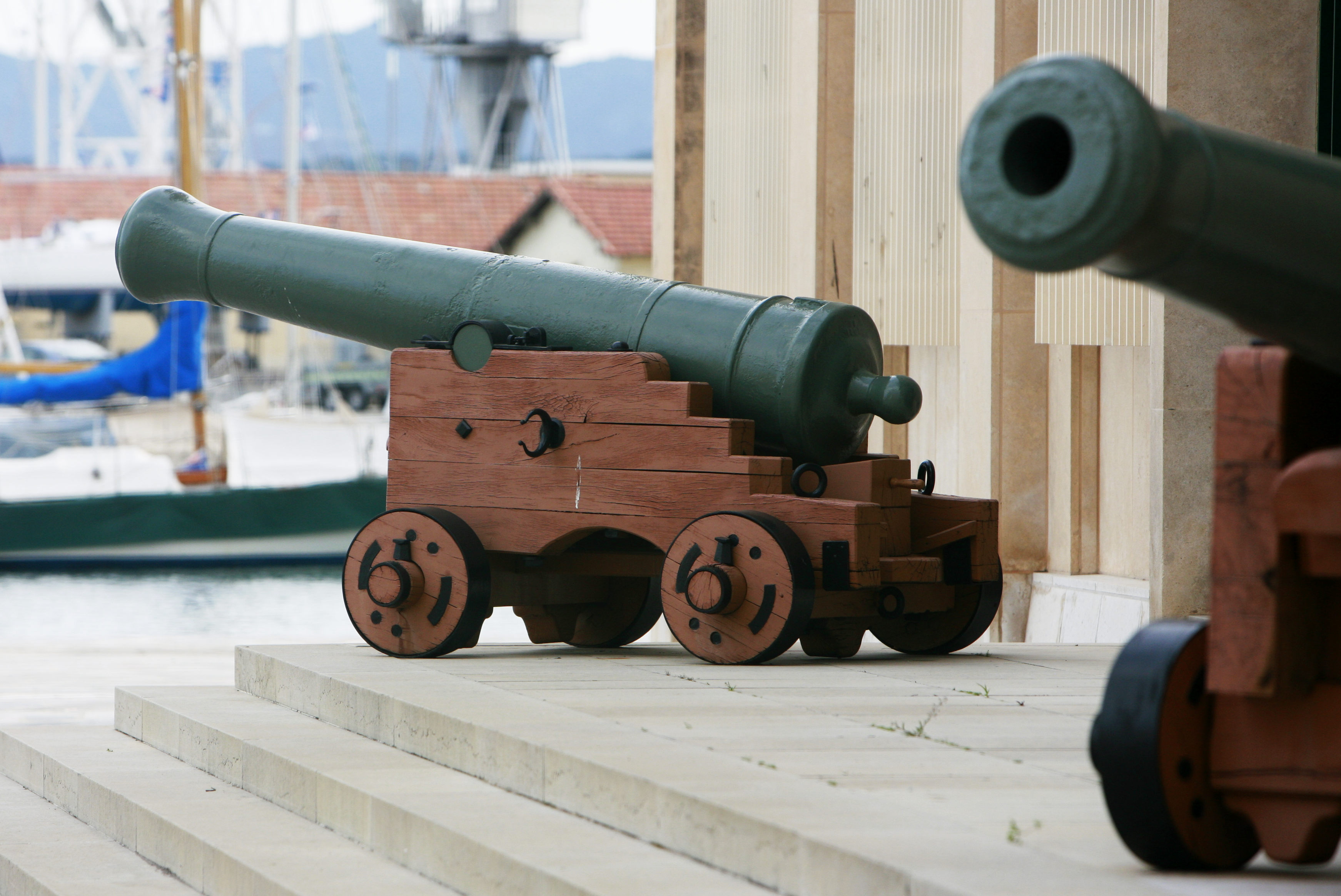
Cañones navales en exhibición frente a la Prefectura Marítima en Tolón.

En el uso histórico de la armada, un cañón naval era el tipo estándar de cañón montado en un velero, llamado así para distinguirlo de las carronadas, mucho más cortas . En el uso informal, la longitud se combinó con el peso del disparo, dando paso a términos como "9 largos", que se refieren a los cañones de largo alcance que disparan un tiro redondo de 9 libras.